# Mézières-en-Drouais
Mézières-en-Drouais – miejscowość i gmina we Francji, w Regionie Centralnym, w departamencie Eure-et-Loir.
Według danych na rok 1990 gminę zamieszkiwało 1018 osób, a gęstość zaludnienia wynosiła 121 osób/km² (wśród 1842 gmin Regionu Centralnego Mézières-en-Drouais plasuje się na 390. miejscu pod względem liczby ludności, natomiast pod względem powierzchni na miejscu 1225.).